# Mali Rigelj
Mali Rigelj je naselje v Občini Dolenjske Toplice.